# Jednostka systemowa

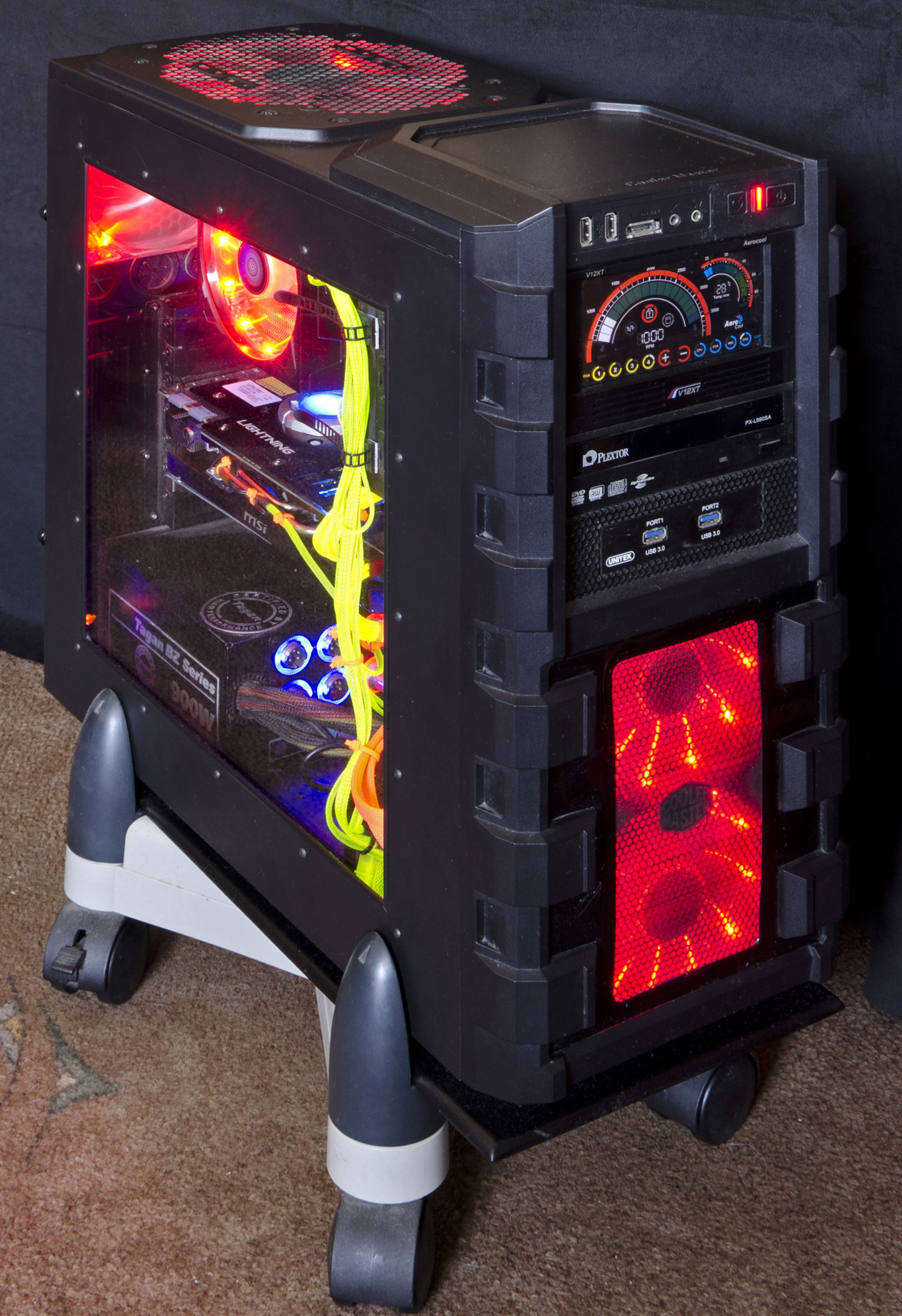
Jednostka systemowa komputera osobistego typu PC

Jednostka systemowa (zwana także jednostką centralną lub po prostu komputerem) – zasadnicza część zestawu komputerowego zawierająca najważniejsze jego elementy składowe, umieszczone we wspólnej obudowie. Pojęcie to zostało wprowadzone w celu wyeliminowania wieloznaczności, ponieważ już wcześniej w kontekście ściśle informatycznym jednostką centralną nazywano procesor (ang. CPU – Central Processing Unit).
W zależności od konstrukcji danego typu komputera, jednostka systemowa zawiera najczęściej: zasilacz, płytę główną z procesorem, dysk twardy wraz z zainstalowanym systemem operacyjnym, pamięć RAM (pamięć operacyjną) oraz porty do komunikacji z pozostałymi elementami zestawu komputerowego. W skład jednostki systemowej mogą wchodzić również dalsze podzespoły umieszczane najczęściej w postaci kart rozszerzeń.
Od czasów wprowadzenia na rynek charakterystycznej wizualnie serii komputerów iMac wygląd jednostki systemowej stał się przedmiotem zainteresowania producentów i użytkowników popularnych komputerów osobistych. Wcześniej ich obudowy były zwykle jednolicie szare w kształcie prostopadłościanu (zob. wieża komputerowa), inne projekty plastyczne można było spotkać jedynie wśród markowych modeli komputerów.
Samodzielne dostosowywanie wyglądu pecetów przez użytkowników określa się jako modyfikowanie komputera (ang. modding, case modding).